# Meet Me Halfway
Meet Me Halfway is de derde single van de Amerikaanse band The Black Eyed Peas uit hun vijfde studioalbum The E.N.D.
De single werd uitgebracht als promotie voor "Countdown to The E.N.D.", een campagne waarbij om de week een nieuwe single werd uitgebracht tot de komst van het album. De single werd redelijk goed ontvangen.
Het is tevens de derde nummer 1-notering van de groep in de Vlaamse Ultratop 50 in 2009.

## Hitnotering
| In de Nederlandse Top 40 - binnen: 07-11-2009 | In de Nederlandse Top 40 - binnen: 07-11-2009 | In de Nederlandse Top 40 - binnen: 07-11-2009 | In de Nederlandse Top 40 - binnen: 07-11-2009 | In de Nederlandse Top 40 - binnen: 07-11-2009 | In de Nederlandse Top 40 - binnen: 07-11-2009 | In de Nederlandse Top 40 - binnen: 07-11-2009 | In de Nederlandse Top 40 - binnen: 07-11-2009 | In de Nederlandse Top 40 - binnen: 07-11-2009 | In de Nederlandse Top 40 - binnen: 07-11-2009 | In de Nederlandse Top 40 - binnen: 07-11-2009 | In de Nederlandse Top 40 - binnen: 07-11-2009 | In de Nederlandse Top 40 - binnen: 07-11-2009 | In de Nederlandse Top 40 - binnen: 07-11-2009 | In de Nederlandse Top 40 - binnen: 07-11-2009 | In de Nederlandse Top 40 - binnen: 07-11-2009 | In de Nederlandse Top 40 - binnen: 07-11-2009 |
| Week                                          | 1                                             | 2                                             | 3                                             | 4                                             | 5                                             | 6                                             | 7                                             | 8                                             | 9                                             | 10                                            | 11                                            | 12                                            | 13                                            | 14                                            | 15                                            |                                               |
| --------------------------------------------- | --------------------------------------------- | --------------------------------------------- | --------------------------------------------- | --------------------------------------------- | --------------------------------------------- | --------------------------------------------- | --------------------------------------------- | --------------------------------------------- | --------------------------------------------- | --------------------------------------------- | --------------------------------------------- | --------------------------------------------- | --------------------------------------------- | --------------------------------------------- | --------------------------------------------- | --------------------------------------------- |
| Nummer                                        | 23                                            | 9                                             | 3                                             | 3                                             | 4                                             | 6                                             | 7                                             | 8                                             | 8                                             | 7                                             | 8                                             | 12                                            | 22                                            | 29                                            | 37                                            | uit                                           |

| In de Nederlandse Single Top 100 - binnen: 07-11-2009 | In de Nederlandse Single Top 100 - binnen: 07-11-2009 | In de Nederlandse Single Top 100 - binnen: 07-11-2009 | In de Nederlandse Single Top 100 - binnen: 07-11-2009 | In de Nederlandse Single Top 100 - binnen: 07-11-2009 | In de Nederlandse Single Top 100 - binnen: 07-11-2009 | In de Nederlandse Single Top 100 - binnen: 07-11-2009 | In de Nederlandse Single Top 100 - binnen: 07-11-2009 | In de Nederlandse Single Top 100 - binnen: 07-11-2009 | In de Nederlandse Single Top 100 - binnen: 07-11-2009 | In de Nederlandse Single Top 100 - binnen: 07-11-2009 | In de Nederlandse Single Top 100 - binnen: 07-11-2009 | In de Nederlandse Single Top 100 - binnen: 07-11-2009 | In de Nederlandse Single Top 100 - binnen: 07-11-2009 | In de Nederlandse Single Top 100 - binnen: 07-11-2009 | In de Nederlandse Single Top 100 - binnen: 07-11-2009 | In de Nederlandse Single Top 100 - binnen: 07-11-2009 | In de Nederlandse Single Top 100 - binnen: 07-11-2009 | In de Nederlandse Single Top 100 - binnen: 07-11-2009 | In de Nederlandse Single Top 100 - binnen: 07-11-2009 |
| Week                                                  | 1                                                     | 2                                                     | 3                                                     | 4                                                     | 5                                                     | 6                                                     | 7                                                     | 8                                                     | 9                                                     | 10                                                    | 11                                                    | 12                                                    | 13                                                    | 14                                                    | 15                                                    | 16                                                    | 17                                                    | 18                                                    |                                                       |
| ----------------------------------------------------- | ----------------------------------------------------- | ----------------------------------------------------- | ----------------------------------------------------- | ----------------------------------------------------- | ----------------------------------------------------- | ----------------------------------------------------- | ----------------------------------------------------- | ----------------------------------------------------- | ----------------------------------------------------- | ----------------------------------------------------- | ----------------------------------------------------- | ----------------------------------------------------- | ----------------------------------------------------- | ----------------------------------------------------- | ----------------------------------------------------- | ----------------------------------------------------- | ----------------------------------------------------- | ----------------------------------------------------- | ----------------------------------------------------- |
| Nummer                                                | 25                                                    | 10                                                    | 8                                                     | 5                                                     | 7                                                     | 8                                                     | 11                                                    | 13                                                    | 21                                                    | 10                                                    | 20                                                    | 20                                                    | 31                                                    | 27                                                    | 35                                                    | 38                                                    | 48                                                    | 64                                                    | uit                                                   |

| In de Vlaamse Ultratop 50 - binnen: 31-10-2009 | In de Vlaamse Ultratop 50 - binnen: 31-10-2009 | In de Vlaamse Ultratop 50 - binnen: 31-10-2009 | In de Vlaamse Ultratop 50 - binnen: 31-10-2009 | In de Vlaamse Ultratop 50 - binnen: 31-10-2009 | In de Vlaamse Ultratop 50 - binnen: 31-10-2009 | In de Vlaamse Ultratop 50 - binnen: 31-10-2009 | In de Vlaamse Ultratop 50 - binnen: 31-10-2009 | In de Vlaamse Ultratop 50 - binnen: 31-10-2009 | In de Vlaamse Ultratop 50 - binnen: 31-10-2009 | In de Vlaamse Ultratop 50 - binnen: 31-10-2009 | In de Vlaamse Ultratop 50 - binnen: 31-10-2009 | In de Vlaamse Ultratop 50 - binnen: 31-10-2009 | In de Vlaamse Ultratop 50 - binnen: 31-10-2009 | In de Vlaamse Ultratop 50 - binnen: 31-10-2009 | In de Vlaamse Ultratop 50 - binnen: 31-10-2009 | In de Vlaamse Ultratop 50 - binnen: 31-10-2009 | In de Vlaamse Ultratop 50 - binnen: 31-10-2009 | In de Vlaamse Ultratop 50 - binnen: 31-10-2009 | In de Vlaamse Ultratop 50 - binnen: 31-10-2009 | In de Vlaamse Ultratop 50 - binnen: 31-10-2009 | In de Vlaamse Ultratop 50 - binnen: 31-10-2009 | In de Vlaamse Ultratop 50 - binnen: 31-10-2009 | In de Vlaamse Ultratop 50 - binnen: 31-10-2009 | In de Vlaamse Ultratop 50 - binnen: 31-10-2009 | In de Vlaamse Ultratop 50 - binnen: 31-10-2009 | In de Vlaamse Ultratop 50 - binnen: 31-10-2009 | In de Vlaamse Ultratop 50 - binnen: 31-10-2009 |
| Week                                           | 1                                              | 2                                              | 3                                              | 4                                              | 5                                              | 6                                              | 7                                              | 8                                              | 9                                              | 10                                             | 11                                             | 12                                             | 13                                             | 14                                             | 15                                             | 16                                             | 17                                             | 18                                             | 19                                             | 20                                             | 21                                             | 22                                             | 23                                             | 24                                             | 25                                             | 26                                             |                                                |
| ---------------------------------------------- | ---------------------------------------------- | ---------------------------------------------- | ---------------------------------------------- | ---------------------------------------------- | ---------------------------------------------- | ---------------------------------------------- | ---------------------------------------------- | ---------------------------------------------- | ---------------------------------------------- | ---------------------------------------------- | ---------------------------------------------- | ---------------------------------------------- | ---------------------------------------------- | ---------------------------------------------- | ---------------------------------------------- | ---------------------------------------------- | ---------------------------------------------- | ---------------------------------------------- | ---------------------------------------------- | ---------------------------------------------- | ---------------------------------------------- | ---------------------------------------------- | ---------------------------------------------- | ---------------------------------------------- | ---------------------------------------------- | ---------------------------------------------- | ---------------------------------------------- |
| Nummer                                         | 36                                             | 15                                             | 6                                              | 3                                              | 2                                              | 1                                              | 1                                              | 1                                              | 1                                              | 1                                              | 1                                              | 4                                              | 5                                              | 5                                              | 6                                              | 6                                              | 8                                              | 11                                             | 12                                             | 23                                             | 27                                             | 46                                             | 42                                             | 31                                             | 31                                             | 45                                             | uit                                            |

Will.i.am · Apl.de.ap · Taboo · Fergie